# Samarcanda (província)
Samarcanda (em usbeque: Samarqand) é uma província (viloyatlar) do Usbequistão com capital em Samarcanda. Tem 16 770 quilômetros quadrados e segundo censo de 2020, havia 3 877 355 habitantes. Foi criada em 15 de janeiro de 1938.